# Triazolam
Triazolam (Handelsname Halcion A, D, CH) ist ein oral wirksames Benzodiazepin mit einer kurzen Halbwertszeit von 2 bis 5 Stunden. Es findet Verwendung bei kurzzeitigen schweren Schlafstörungen, speziell Einschlafstörungen, wird aber gerade im Vergleich zum Benzodiazepin-Hypnotikum Midazolam heute eher selten eingesetzt. Es kann schon nach kurzer Anwendung zu einer psychischen und körperlichen Abhängigkeit kommen.
Chemisch gehört Triazolam zur Untergruppe der Triazolbenzodiazepine.

## Rechtsstatus in Deutschland
Triazolam ist in der Bundesrepublik Deutschland aufgrund seiner Aufführung in der Anlage III (zu § 1 Abs. 1) des Betäubungsmittelgesetzes ein verkehrsfähiges und verschreibungsfähiges Betäubungsmittel.
Ausgenommen sind Zubereitungen, die keine weiteren Betäubungsmittel enthalten und je abgeteilter Form bis zu 0,25 mg Triazolam enthalten.

## Pharmakokinetik
Triazolam wird nach oraler Gabe zu über 85 % resorbiert. Die Anflutung erfolgt rasch, unterliegt jedoch starken interindividuellen Schwankungen. Die im Vergleich zur oralen Gabe erhöhte Bioverfügbarkeit nach sublingualer Verabreichung deutet auf einen First-Pass-Effekt hin. Triazolam wird in der Darmschleimhaut und in der Leber rasch und umfangreich biotransformiert.
In der Leber wird die Substanz über das Enzym CYP 3A4 metabolisiert, die Elimination erfolgt renal.

## Pharmakodynamik
Eine Äquivalentdosis von 0,5 mg Triazolam entspricht der Wirkstärke von 10 mg Diazepam. Triazolam ist somit ein vergleichsweise potentes Benzodiazepin.

## Nebenwirkungen
Triazolam kann wie andere schnell resorbierbare Benzodiazepine kurzfristig eine Amnesie auslösen und kann eine bis zu einer Woche nach Absetzen dauernde Beeinträchtigung des Gedächtnisses erzeugen, die bei Reisenden unter dem Einfluss von Triazolam als Traveller's Amnesia (‚Amnesie des Reisenden‘) beschrieben wurde.
1991 erwog das damals zuständige BGA in Deutschland ein Ruhen der Zulassung anzuordnen, um dem Verdacht, dass zentralnervöse Nebenwirkungen wie Erregung, Angst, Aggressivität, Depression und Amnesien unter Triazolam auch in niedriger Dosierung und im Vergleich zu anderen Benzodiazepinen häufiger und gravierender aufträten als bis dahin angenommen, nachzugehen.

## Anwendung in der Schwangerschaft und Stillzeit
Triazolam darf weder in der Schwangerschaft noch in der Stillzeit verwendet werden.

## Trivia
Es wird nachgesagt, dass der Serienmörder Jeffrey Dahmer für die Sedierung seiner Opfer hauptsächlich Triazolam benutzt haben soll, indem er die ursprünglich von seinem Arzt verschriebenen Tabletten zerbröselte und in Drinks mischte.
George H. W. Bush soll eine explizite Vorliebe für Triazolam ('Blue Bombs') gehabt haben.